# ウィンターズ・ナイト
『ウィンターズ・ナイト』（原題：If on a Winter's Night...）は、イギリスのミュージシャン、スティングが2009年に発表した、ソロ名義では9作目のスタジオ・アルバム。

## 背景
『ラビリンス』（2006年）に続く、クラシック音楽や伝統音楽に焦点を当てたアルバムだが、収録曲「ハウンズ・オブ・ウィンター」は、アルバム『マーキュリー・フォーリング』（1996年）で発表されたオリジナル曲のリメイクである。「ガブリエルのメッセージ」はバスク地方の伝統的なクリスマス・ソングで、スティングは以前にも、コンピレーション・アルバム『A Very Special Christmas』（1987年）に、この曲のポップ・ヴァージョンを提供した。
アルバム・タイトルは、イタロ・カルヴィーノの小説『冬の夜ひとりの旅人が』（英題：If on a Winter's Night a Traveller）が元になっている。

## 反響・評価
アメリカのBillboard 200では2009年11月16日に初登場6位となり、合計17週トップ200入りして、コンピレーション・アルバムも含めれば自身9作目の全米トップ10アルバムとなった。
Stephen Thomas Erlewineはオールミュージックにおいて5点満点中3点を付け「他のクリスマス・アルバムとは異なり思索的」と評している。アンディ・ギルは『インデペンデント』紙のレビューで「この季節におけるスタンダード・ナンバーは収録されず、あまり知られていないキャロルや詩、さらにはキリスト教以外の讃美歌も取り入れられている」と評している。一方、デイヴ・シンプソンは『ガーディアン』紙のレビューで5点満点中1点を付け「伝統音楽系の一流のミュージシャンが起用されており、丹念に作られていることは分かるが、スティングのクリスマスプディングは過剰に作り込まれている」「スティングのかすれ声は、まるで大きすぎる七面鳥のようで、幅広さにも、キリストの受難にインスパイされた中世のマドリガルを感情的に共鳴させる術にも欠けている」と批判している。

## 収録曲
1. ガブリエルのメッセージ - "Gabriel's Message" (Traditional) - 2;34
2. ソウル・ケーキ - "Soul Cake" (Paul Stookey, Tracey Batteast, Elena Mezetti) - 3:29
3. かほどの美徳あるバラはなからん - "There Is No Rose of Such Virtue" (不詳) - 4:04
4. 雪はすぐとける - "The Snow It Melts the Soonest" (Traditional) - 3:44
5. クリスマス・アット・シー - "Christmas at Sea" (Poem: Robert Louis Stevenson / Music: Sting, Mary Macmaster) - 4:38
6. 一輪のばらが咲いて - "Lo, How a Rose E'er Blooming" (English translation: Theodore Baker / Music: Michael Praetorius) - 2:42
7. コールド・ソング - "Cold Song" (Lyrics: John Dryden / Music: Henry Purcell) - 3:16
8. バーニング・ベイブ - "The Burning Babe" (Lyrics: Robert Southwell / Music: Chris Wood) - 2:45
9. ゆっくり冬は訪れる - "Now Winter Comes Slowly" (Lyrics: Thomas Betterton / Music: H. Purcell) - 3:06
10. ハウンズ・オブ・ウィンター - "The Hounds of Winter" (Sting) - 5:51
11. 子守歌 - "Balulalow" (Lyrics: Traditional / Music: Peter Warlock) - 3:10
12. チェリー・トゥリー・キャロル - "Cherry Tree Carol" (Traditional) - 3:12
13. 安らかに眠れ、我が子よ - "Lullaby for an Anxious Child" (Sting, Dominic Miller) - 2:50
14. ハーディ・ガーディ・マン - "The Hurdy-Gurdy Man" (Poem: Wilhelm Müller, Sting / Music: Franz Schubert) - 2:51
15. ユー・オンリー・クロス・マイ・マインド・イン・ウィンター - "You Only Cross My Mind in Winter" (Lyrics: Sting / Music: J.S. Bach) - 2:36

### ボーナス・トラック
下記トラック・リストは日本盤CDに準拠。ヨーロッパで発売されたデラックス・エディション盤(06025 271 3940 GH)には16.と17.、アメリカで発売されたデラックス・エディション盤(B0013467-00 GH)には16.が収録された。
1. ベツレヘム・ダウン - "Bethlehem Down" (Poem: Bruce Blunt / Music: P. Warlock) - 2:56
2. ゆりかごの歌 - "Blake's Cradle Song" (Poem: William Blake / Music: Ralph Vaughan Williams) - 3:32
3. コヴェントリー・キャロル - "Coventry Carol" (Traditional) - 2:33

### 限定盤ボーナスDVD『メイキング・オブ・ウィンターズ・ナイト』
1. 神秘的で物語形式のアルバム - "Mystery and Storytelling"
2. 原始の記憶 - "A Primal Memory"
3. 曲目リストの方向性 - "Shaping the Repertoire"
4. 制作過程のカオス - "Inviting Chaos"
5. 安全地帯からの脱却 - "Outside Their Comfort Zone"
6. 徐々に作り上げた結果 - "Slowly Coalescing"

## 参加ミュージシャン
- スティング - ボーカル、ギター、リュート、パーカッション、スネアドラム
- メアリー・マクマスター - ボーカル(on #5)、ハープ(on #5, #8, #13)
- リサ・フィッシャー - ボーカル(on #10)、バックグラウンド・ボーカル(on #8, #11)
- ドミニク・ミラー - ギター(on #1, #4, #5, #7, #10, #13)
- ディーン・パークス - ギター、マンドリン(on #2)
- デヴィッド・マンスフィールド - マンドリン(on #2, #8)、12弦ギター(on #5)、ラップ・ダルシマー(on #5, #8)、マンドセロ(on #8)
- エディン・カラマーゾフ（英語版） - リュート(on #15)
- アイラ・コールマン（英語版） - ベース(on #1, #2, #4, #5, #8, #9, #13, #15)
- シロ・バプティスタ（英語版） - パーカッション(on #1, #8, #10, #13)
- バシリ・ジョンソン（英語版） - パーカッション(on #3, #5, #10)、フレームドラム(on #11)
- ビジャン・シェミラニ - パーカッション(on #3, #10)
- ラニ・クリジャ - パーカッション(on #3)
- ダニエル・フリードマン - パーカッション(on #3)
- ドナルド・ヘイ - パーカッション(on #5)
- ダニエル・ドラックマン - スネアドラム(on #8, #11)
- ジャック・ディジョネット - ドラムス(on #8)
- イブラヒム・マーロフ - トランペット(on #1)
- クリス・ゲッカー - トランペット(on #2)
- ブレント・マドセン - トランペット(on #2)
- クリス・ボッティ - トランペット(on #11)
- ジョン・クラーク - ホルン(on #2)
- クリス・ダドリー - トロンボーン(on #2)
- マーカス・ロハス - チューバ(on #2)
- レスリー・ネイシュ - チューバ(on #2)
- ジョン・エリス - バスクラリネット(on #7, #10)
- ダフナ・モア - リコーダー(on #7)
- ケニー・ギャレット - ソプラノ・サクソフォーン(on #8)
- キャスリン・ティッケル - ヴァイオリン(on #2, #5, #6, #8, #10, #13)、ノーサンブリアン・スモールパイプ(on #6)
- ピーター・ティッケル - ヴァイオリン(on #2)
- Svetlana Tsoneva - ヴァイオリン(on #7)
- ダニエル・ホープ - ヴァイオリン(on #9, #14)
- Dov Scheindlin - ヴィオラ(on #9)
- ヴァンサン・セガール - チェロ(on #6, #7, #8, #10, #11, #13)
- メリッサ・ミール - チェロ(on #9)
- ムジカ・エテルナ・オーケストラ - ストリングス(on #6, #11, #15)
- ロバート・セイディン - ストリングス指揮(on #6, #11, #15)、パーカッション(on #7)、サウンドスケープ(on #9)
- バッサーム・サーバ - ウード(on #3)、ナーイ(on #3)
- デヴィッド・ハートリー - ハーモニウム(on #3)
- ジュリアン・サットン - メロディオン(on #6, #8, #10, #13, #14)
- デヴィッド・サンシャス - オルガン(on #10)
- ザ・ウェッブ・シスターズ - バックグラウンド・ボーカル(on #2, #3)
- ジョー・サムナー（英語版） - バックグラウンド・ボーカル(on #2, #3)
- ジャスミン・トーマス - バックグラウンド・ボーカル(on #11)
- スタイル・アンティコ - ボーカル・サンサンブル(on #6)